# Die Verbannten Kinder Evas
Die Verbannten Kinder Evas — австрійський музичний проєкт, який був заснований у 1993 році Річардом Ледерером і Майклом Грегором у Відні. Назва гурту перекладається з німецької як «Вигнані діти Єви».

## Стиль
Музика повільна і меланхолійна, з чіткими жіночим і чоловічим вокалами, на яку були покладені тексти Джона Доуленда і Персі Шеллі.
У 2006 році гурт випустив свій четвертий альбом, Dusk and Void Became Alive, який був записаний з новою вокалісткою, Крістіною Кроусталі (нім. Christina Kroustali).

## Учасники

### Поточний склад
- Річард Ледерер — синтезатор і вокал
- Крістіна Кроусталі — вокал

### Колишні учасники
- Майкл Грегор — синтезатор і вокал
- Джулія Ледерер — вокал
- Таня Борськи — вокал

## Дискографія
- Die Verbannten Kinder Evas (1995)
- Come Heavy Sleep (1997)
- In Darkness Let Me Dwell (1999)
- Dusk and Void Became Alive (2006)